# PRODUCT CLASSICS
PRODUCT CLASSICS（プロダクトクラシックス）は、2002年の秋冬シーズンよりスタートした日本のストリート系アパレルブランド。
スタート当時は渋谷区宇田川町の"Manhattan Clothes&Shoes"(2009年1月25日閉店)のオリジナルブランドであったが、2007年冬、母体であった株式会社レキシントンが株式会社ウィゴーに買収された事を機に主要スタッフが独立。2008年春夏シーズンからは株式会社ベーシックトレーディングが運営している。
旗艦店舗は2008年3月にオープンした渋谷区神宮前の"RENDEZVOUS"(ランデヴー)。